# 318-as busz
A 318-as jelzésű elővárosi autóbusz Budapest, Újpest-Városkapu IV. kerület és Galgamácsa, Újtelep között közlekedik. A 319-es busszal együtt az egyetlen közvetlen autóbusz-járatpárt alkotják Budapestre Erdőkertesről és Veresegyházról, illetve Vácegresről, ezért a járat munkanapokon nagyon sűrűn közlekedik. Újpest-Városkapu autóbusz-állomásról indulva az Újpesti lakótelep, Rákospalota Öregfalu városrésze, némely járat esetében a fóti Auchan, Fót, Csomád déli részének érintésével, Veresegyház, Erdőkertes és Vácegres településeken keresztül közlekedik Galgamácsa, Újtelep végállomásig, a reggeli időszakban pedig néhány járat Galgamácsa, vasútállomás megállóig. Veresegyházat és Erdőkertest Budapestről vonattal is el lehet érni, ám a 318-as és 319-es busz ezen települések vasúttól távol eső részein is áthaladnak. A járatok menetideje főképp a napszaktól függ. A fóti Auchant naponta irányonként 2-4 járat érinti csak, ekkor ezek menetideje 2-3 perccel hosszabb.
A 318-319-es járatpáros Erdőkertes felől munkanapokon csúcsidőben reggel átlagosan 15 percenkénti eljutási lehetőséget kínál Budapestre és délután vissza irányba, hétvégén pedig átlagosan 45 percenként járnak. A 318-as busz elsődleges feladata a vasúttal párhuzamosan a Budapestről Veresegyházra és Erdőkertesre irányuló hivatásforgalom kiszolgálása, illetve Vácegres és Galgamácsa megközelítésének könnyítése Budapestről és a Veresegyházi kistérségből. Ám mivel keresztül halad Fóton és hogy a Fótra utazni szándékozók a Fótot már eleve kiszolgáló 308-310-es járatokat vegyék igénybe, hogy ne terheljék túl a már eléggé zsúfolt 318-as járatot, ezért munkanapokon kora délutántól estig Budapest felől a Budapest, Rákospalota, Szántóföld út megállótól Fót, Dózsa György út megállóig bezárólag a 318-as buszra csak felszállni lehet. Erdőkertesen a vasúti megálló a település szélén található, így a 318-319-es járatpáros a vasútállomástól távol eső településrészekre történő továbbutazáshoz a vasútról átszállóknak kiváló lehetőséget nyújt. A 318-as busz azon kevés budapesti agglomerációs térségben közlekedő járatok közé tartozik, melyeknek napi üzemideje (még hétvégén is) megközelíti a 20 órát, továbbá a járat azon kevés agglomerációs viszonylathoz tartozik, mely útvonalán négy különböző vasúti vonalat is érint átszállási lehetőséggel.
A vonalon igénybe vehető Budapest közigazgatási határán belül a Budapest-Bérlet.
2009. június 16-án bevezették az északkeleti budapesti agglomerációs forgalmi térségben is az egységes járatszámozásos rendszert, így a 318-as busz megkapta egyedi jelzését. Korábban a 319-essel együtt a 2018-as számmal voltak ellátva.
A vonalat 2017 elejéig a Volánbusz alvállalkozásában a T&J Buszprojekt Kft. üzemeltette. 2017 áprilisától ezt a feladatot a Color Tours látja el.
2018 szeptemberétől 10 év Color Tours alvállalkozás után újra a Volánbusz üzemeltette a járatot.
2020. március 1-jétől minden menet érinti Fót, Fótliget megállóhelyet. 2025-ben az üzemeltetését a MÁV Személyszállítási Zrt. vette át.

## Megállóhelyei
Az átszállási kapcsolatok között a Budapest és Erdőkertes között azonos útvonalon közlekedő 319-es busz nincs feltüntetve.
| 0 | 0    | Budapest, Újpest-Városkapu (IV. kerület) végállomás                           | 37   | 33 | 104, 104A, 121, 122E, 196, 196A, 204 300, 302, 303, 305, 308, 309, 310, 312, 313, 314, 315, 316, 320, 321, 872, 880, 882, 883, 884, 889, 890, 893 1010, 1011, 1013, 1014 S72 Z72 S76 |
| 1 | 1    | Budapest, Újpest-Központ                                                      | 36   | 32 | 12, 14 25, 30, 30A, 104, 104A, 120, 147, 170, 196, 196A, 204, 220, 230, 270 308, 309, 310, 313, 314, 315, 316, 317, 320, 321                                                         |
| 2 | 2    | Budapest, Árpád Kórház                                                        | 35   | 31 | 25, 104, 104A, 170, 196, 196A, 204, 270 308, 309, 310, 313, 314, 315, 316, 317, 320, 321                                                                                             |
| 3 | 3    | Budapest, Széchenyi tér                                                       | 34   | 30 | 104, 104A, 125, 170, 204, 231, 231B 308, 309, 310, 313, 314, 315, 316, 317, 320, 321                                                                                                 |
| 4 | 4    | Budapest, Juhos utca                                                          | 33   | 29 | 5, 104, 104A, 204, 231, 231B 308, 309, 310, 313, 314, 315, 316, 317, 320, 321 |
| 5 | 5    | Budapest, Szántóföld utca                                                     | 32   | 28 | 124 308, 309, 310, 313, 314, 315, 317, 320, 321 |
| Budapest közigazgatási határa |      |                                                                               |      |    | |
| (+1) | (+1) | Fót, Auchan áruház                                                            | (+1) | ∫  | 308, 309, 310 |
| 6 | 6    | Fót, Auchan-elágazás (Sikátorpuszta)                                          | 31   | 27 | 308, 309, 310, 313, 314, 315, 316, 317, 320 |
| 7 | 7    | Fót, Fótliget (Galgamácsa felé munkanapokon délután csak felszállás céljából) | 30   | 26 | 308, 309, 310, 313, 314, 315, 316, 320 |
| 8 | 8    | Fót, Vízművek                                                                 | 29   | 25 | 308, 309, 310, 314, 315, 320 |
| 9 | 9    | Fót, Munkácsy Mihály utca                                                     | 28   | 24 | 308, 309, 310, 313, 314, 315, 316, 320 |
| 10 | 10   | Fót, Gyermekváros (Benzinkút)                                                 | 27   | 23 | 308, 309, 310, 313, 314, 315, 316, 317, 320, 325, 326, 371 |
| 11 | 11   | Fót, Kossuth út                                                               | 26   | 22 | 308, 309, 310, 313, 314, 315, 316, 324, 325, 326, 371 |
| 12 | 12   | Fót, Dózsa György út                                                          | 25   | 21 | 308, 309, 310, 313, 314, 315, 316, 326 |
| 13 | 13   | Csomád, Ősz utca                                                              | 24   | 20 | 313, 314, 315, 316 |
| 14 | 14   | Csomád, Verebeshegy utca                                                      | 23   | 19 | 313, 314, 315, 316 |
| 15 | 15   | Csomád, Veresegyházi elágazás                                                 | 22   | 18 | 394 |
| 16 | 16   | Veresegyház, GE Hungary bejárati út                                           | 21   | 17 | 394 |
| 17 | 17   | Veresegyház, Csonkás                                                          | 20   | 16 | 394 |
| 18 | 18   | Veresegyház, Csomádi utca                                                     | 19   | 15 | 394 |
| 19 | 19   | Veresegyház, Mogyoródi utca                                                   | 18   | 14 | 395 |
| 20 | 20   | Veresegyház, általános iskola                                                 | 17   | 13 | 391, 392, 393, 394, 395, 396, 397, 398, 399, 450, 451, 452, 453, 454, 455 |
| 21 | 21   | Erdőkertes, vasúti megállóhely                                                | 16   | 12 | 393, 451, 453 S71 G71 |
| 22 | 22   | Erdőkertes, templom                                                           | 15   | 11 | 393, 451, 453 |
| 23 | 23   | Erdőkertes, Katona József utca                                                | 14   | 10 | 393, 451, 453 |
| 24 | 24   | Erdőkertes, Villamos utca                                                     | 13   | 9  | 393, 451, 453 |
| 25 | 25   | Erdőkertes, 4-es km-kő                                                        | 12   | 8  | 393, 451, 453 |
| 26 | 26   | Erdőkertes, Máté tanya                                                        | 11   | 7  | 393, 451, 453 |
| 27 | 27   | Erdőkertes (Háromház) autóbusz-forduló                                        | 10   | 6  | 393, 451, 453 |
| 28 | 28   | Vácegres, tsz-tanya                                                           | 9    | 5  | 453 |
| 29 | 29   | Vácegres, községháza                                                          | 8    | 4  | 453 |
| 30 | 30   | Vácegres, alsó iskola                                                         | 7    | 3  | 453 |
| 31 | 31   | Galgamácsa, Panoráma lakótelep                                                | 6    | 2  | 453 |
| 32 | 32   | Galgamácsa, művelődési ház                                                    | 5    | 1  | 316, 342, 347, 348, 394, 453, 460 |
| Csak a Budapestről 4:45-kor és 6:25-kor induló, illetve Budapest felé innen 7:35-kor induló busz érinti. A 6:25-kor Budapestről induló busz idáig közlekedik. |      |                                                                               |      |    | |
| ∫ | 33   | Galgamácsa, vasútállomás érkező végállomás                                    | ∫    | 0  | 316, 342, 347, 348, 394, 453, 460 S780 |
| 33 | (+1) | Galgamácsa, művelődési ház                                                    | 4    | ∫  | 316, 342, 347, 348, 394, 453, 460 |
| 34 | (+2) | Galgamácsa, gyógyszertár                                                      | 3    | ∫  | 316, 342, 347, 348, 394, 453, 460 |
| 35 | (+3) | Galgamácsa, fatelep                                                           | 2    | ∫  | 316, 342, 394, 453 |
| 36 | (+4) | Galgamácsa, magtár                                                            | 1    | ∫  | 316, 342, 347, 348, 394, 453 |
| 37 | (+5) | Galgamácsa, Újtelep végállomás                                                | 0    | ∫  | 342, 347, 348, 453, 460, 461 |